# Mělnice
Mělnice (německy Melmitz) jsou malá vesnice, část města Hostouň v okrese Domažlice v Plzeňském kraji. Nachází se asi pět kilometrů severovýchodně od Hostouně. Mělnice jsou také název katastrálního území o rozloze 6,21 km².

## Historie
První písemná zmínka o vesnici pochází z roku 1235.

## Obyvatelstvo
| Rok            | 1869 | 1880 | 1890 | 1900 | 1910 | 1921 | 1930 | 1950 | 1961 | 1970 | 1980 | 1991 | 2001 | 2011 | 2021 |
| -------------- | ---- | ---- | ---- | ---- | ---- | ---- | ---- | ---- | ---- | ---- | ---- | ---- | ---- | ---- | ---- |
| Počet obyvatel | 387  | 348  | 325  | 317  | 321  | 315  | 288  | 115  | 79   | 68   | 61   | 50   | 27   | 34   | 38   |
| Počet domů     | 47   | 53   | 51   | 52   | 52   | 50   | 54   | 60   | 60   | 17   | 16   | 19   | 19   | 20   | 22   |

## Obecní správa
Při sčítání lidu v letech 1850–1960 Mělnice byly samostatnou obcí v okrese Horšovský Týn (v letech 1850–1910 Horšův Týn). V letech 1961–1979 byly částí obce Holubeč v okrese Domažlice. Od 1. července 1979 jsou částí města Hostouň v okrese Domažlice. V letech 1850–1879 k obci patřily Přes a Sychrov.

## Pamětihodnosti
- Kostel svatého Jiljí
- Socha svatého Pavla
- Socha svatého Jana Nepomuckého

## Galerie

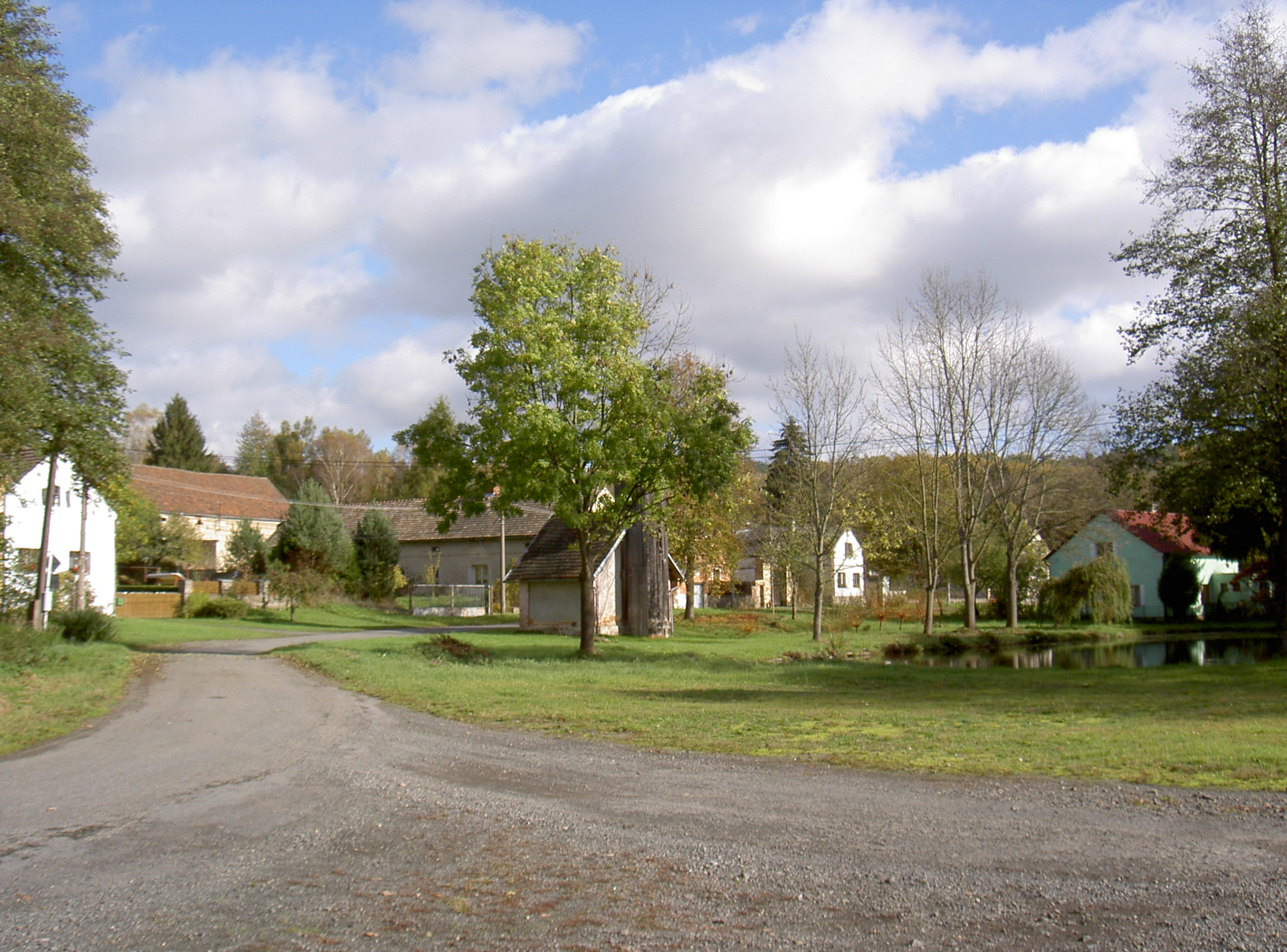
Střed vesnice
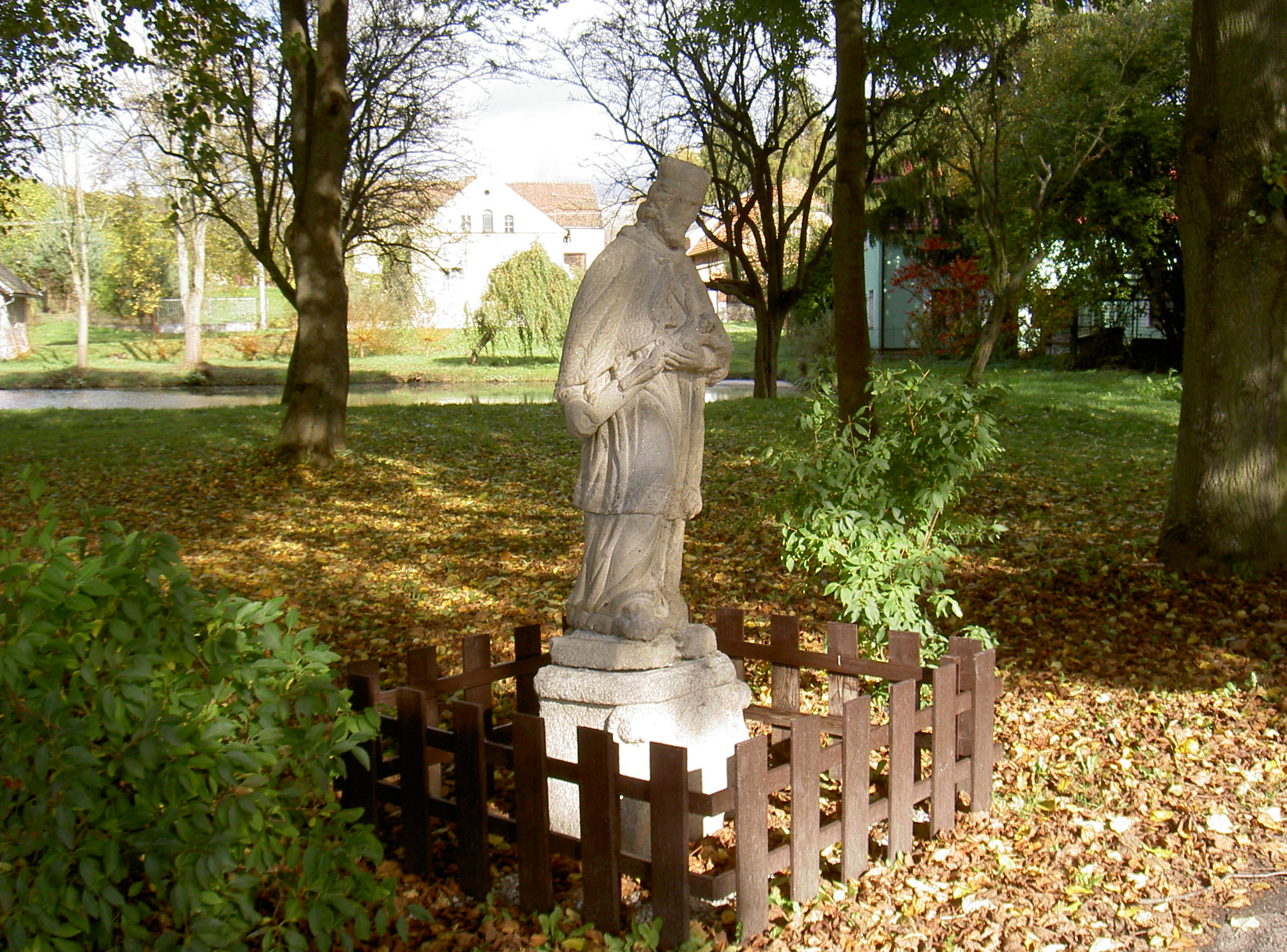
Socha svatého Jana Nepomuckého